# بيرلي هاينز
بيرلي هاينز (بالإنجليزية: Burleigh Hines)‏ هو صحفي أمريكي، ولد في 26 أغسطس 1932، وتوفي في 8 نوفمبر 2009.